# 劉沛蘅
劉沛蘅（英語：Hillary Lau Pui Hang，1991年6月8日—），本名劉沛衡，是香港女模特兒和演員。
另外，有指她和薛凱琪貌似，故有「翻版薛凱琪」、「模界薛凱琪」之稱，但她不認為自己像薛凱琪。
劉沛蘅曾經與狄易達、洪卓立等人交往。

## 簡歷
劉沛蘅早年就讀玫瑰崗學校（中學部，2008年中五），是校內排球隊成員，於2008年得胞妹中學同學、藝人王敏奕介紹，加入STYLE International Management，與熊黛林、Angelababy、姚予晴屬同一間公司。由於形象健康，加上甜美的臉孔及良好的工作態度，5年來拍攝不同品牌的電視及平面廣告。她在2012年首度在微電影《最好的一直都在》當女主角，與陳詩雅、宣泇而一同飾演感情要好的姊妹。

## 演出作品

### 電影
- 2017年：《春嬌救志明》
- 2023年：《白日之下》

### 電視劇
- 2019年：《詭探前傳》 飾演 朱女
- 2020年：《地產仔》 飾演 露露
- 2022年：《家族榮耀》 飾演 馬招娣
- 2023年：《叠影狙擊》 飾演 Tracy
- 2025年：《老是常出現》 飾演 范綽嘉

### 網劇
- 2022年：《家族榮耀》 飾演 馬招娣 - 優酷消息技術（北京）有限公司和寰亞電視節目製作（香港）有限公司/TVB播出

## 電視節目主持

### 2020年
- 香港開電視
  - 《美少女日本民宿》
  - 《如果Pet Pet識講嘢》
- ViuTV
  - 《膠戰》

### 2021年
- ViuTV
  - 《膠戰新春SP》[8]
  - 《膠戰S2》

### 2022年
- ViuTV
  - 《邊界綠遊遊》
  - 《膠戰SSP》

### 2023年
- ViuTV
  - 《膠戰S3》

## 電視節目嘉賓

### 2020年
- 香港開電視
  - 《茶餐廳龍虎榜》
  - 《甜到入心》

## 短片（微電影）

### 2019年
- 鮮浪潮Fresh Wave 
  - 《GoGo Club》

## 音樂

### 2022年
- ViuTV節目膠戰S2主題曲《膠on!》（與呂爵安、岑珈其、魏浚笙、徐浩昌、黃正宜合唱，以6膠名義推出）

## 音樂錄像
- 2019年：洪卓立〈數寄屋橋次郎〉
- 2020年：洪卓立〈喜劇收場〉
- 2022年：馮允謙〈報復式浪漫〉

## 獎項及提名

### 2022年
- Yahoo!搜尋人氣大獎 2022 - 人氣電視節目主題曲《膠on!》（《膠戰》；與呂爵安、岑珈其、魏浚笙、徐浩昌、黃正宜）
- Yahoo!搜尋人氣大獎 2022：頭100位熱搜本地男女藝人或組合

## 外部連結
- 劉沛蘅在香港影庫上的簡介
- 劉沛蘅的新浪微博
- 劉沛蘅的Facebook專頁
- 劉沛蘅的Instagram帳戶
- 陪Baby氹仔楊汀叮返港交戲 （页面存档备份，存于） - 太陽報
- 微電影《最好的，一直都在》 （页面存档备份，存于） - YouTube